# Cándido de Orbe
Cándido de Orbe y Gaytán de Ayala, I Conde de Mariaca (Astigarraga, 4 de abril de 1855-†¿San Sebastián?, ¿?) fue un combatiente carlista y político español, hijo de Juan Nepomuceno de Orbe, marqués de Valde-Espina, y hermano de José María de Orbe y Gaytán de Ayala.

## Biografía
Hizo sus primeros estudios de segunda enseñanza en el colegio jesuita de Carrión de los Condes, hasta que, al ser suprimida la Compañía de Jesús, se trasladó a Francia, donde continuó sus estudios con profesores selectos que completaron su educación literaria.
Las turbulencias políticas que siguieron inmediatamente a la revolución de 1868 crearon en España una situación difícil y peligrosa para familias tan significadas dentro del carlismo como la del Marqués de Valde-Espina, por lo cual tuvo este que emigrar a Francia con la suya, permaneciendo desde ese momento Cándido de Orbe al lado de sus padres.
Identificado con las ideas de sus ascendientes y ante la perspectiva de una próxima guerra civil, ofreció sus servicios a Don Carlos, a pesar de no contar entonces más que catorce años de edad. El pretendiente lo aceptó a su servicio y le concedió, con fecha 5 de marzo de 1869, el empleo de alférez de caballería de los Reales Ejércitos carlistas.
En ese año y los siguientes de emigración, hasta el principio de la campaña, Cándido de Orbe desempeñó importantes comisiones políticas, que le fueron encomendadas por los generales Elío y Valde-Espina, a pesar de ser perseguido por la policía francesa, al igual que los demás carlistas emigrados de alguna significación e importancia.

### Tercera guerra carlista
Nombrado ayudante de campo del general Elío, entró con él en campaña a principios de mayo de 1873.
Se hallaba en aquel momento en la frontera franco-española el general Marqués de Valde-Espina, curándose de las heridas que recibiera en la acción de Eraúl, victoria carlista que, según Francisco de Paula Oller, «se debió únicamente a su inspiración y arrojo». El general Elío dispuso entonces que el ayudante Orbe quedase al lado de su padre mientras éste se restablecía por completo de dichas heridas; pero después las circunstancias hicieron necesaria la formación de una columna de operaciones en aquella frontera y de su mando se encargó al general Valle-Espina, aún convaleciente, quedando entretanto a sus órdenes Cándido de Orbe, por disposición del general Elío.

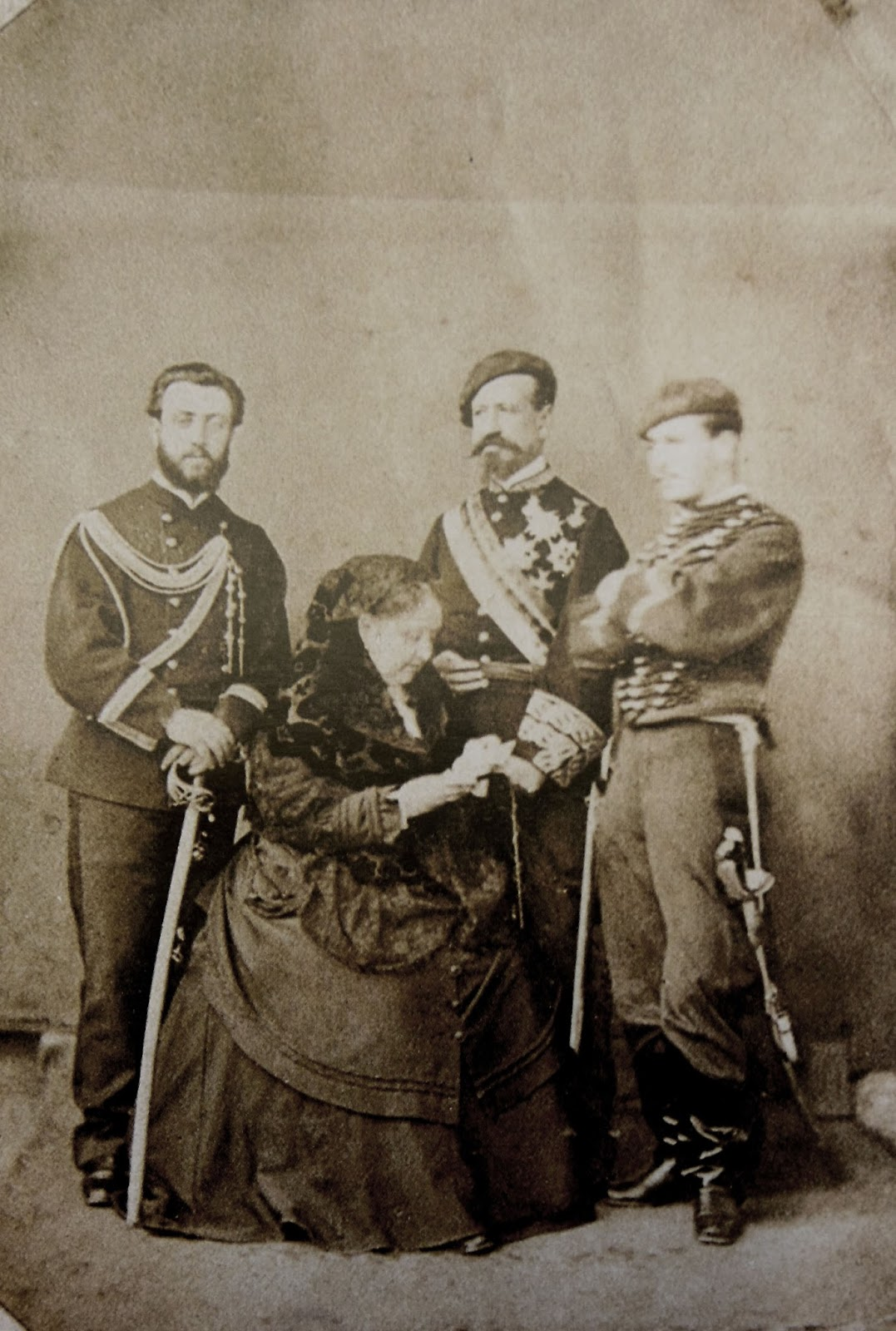
La familia Valdespina. Cándido de Orbe (a la derecha) acompañado de su padre, el marqués de Valdespina (de pie, en el centro), su madre Casilda Gaytán de Ayala y su hermano José María (a la izquierda).

Desde este momento Orbe empezó a distinguirse por su valor y su actitud decisiva ante el peligro, como sucedió por entonces en las operaciones contra el cura Santa Cruz, del que cayó prisionero, pudiendo salvarse milagrosamente gracias a su gran serenidad y valentía; pocos días después se rendía Santa Cruz con su gente al general Valde-Espina, haciéndole entrega del fuerte de Arichulegui, que aquel tenía en su poder.
Al entrar Don Carlos en España el 16 de julio de 1873, nombró oficial de órdenes de su Real Persona a José María de Orbe, ayudante que era del General Marqués de Valde-Espina. Pidió para reemplazarle, con el mismo carácter, a su hermano Cándido, quien desde ese día siguió siempre al lado de dicho General como Ayudante de campo, portándose bizarramente en muchos e importantes hechos de guerra.
Se halló en el ataque de Ibero el 23 de julio de 1873 y allí recibió una fuerte contusión en la mano derecha, que no logró hacerle abandonar el puesto de peligro, obteniendo por su bravo comportamiento los merecidos plácemes de sus superiores y la Cruz roja del Mérito Militar.
Durante el mes de agosto del mismo año asistió a la rendición de Las Campanas, al ataque del fuerte de Estella a las acciones de Allo y Dicastillo y al ataque y rendición de Viana.
Se distinguió en la batalla de Montejurra, habida los días 7, 8 y 9 de noviembre de 1873; siendo en su consecuencia agraciado con el empleo de teniente. Habíase decidido a principios de febrero de 1874 poner sitio a Bilbao, bloqueado hacía algún tiempo por las fuerzas carlistas y, en virtud de dicho acuerdo, el marqués de Valde-Espina, comandante general de Vizcaya, fue nombrado comandante general del sitio.
Con tal motivo asistió Cándido de Orbe a aquella larga operación de guerra, en la que, junto a su padre, tuvo que afrontar serios peligros a diario, siendo felicitado por sus jefes y compañeros de armas, ante lo que él respondía que «se había limitado a cumplir con su deber como el último soldado». Se halló en las frecuentes refriegas sostenidas con la guarnición de la plaza sitiada, así como en el ataque y toma de Bilbao y el ataque y toma de la casa denominada de Delmas, en donde se distinguió muy especialmente, mereciendo por ello la Cruz del Mérito Militar roja.
El día 9 de abril fue herido en la barricada de la Salve, viéndose obligado a abandonar por algunos días su puesto. Según Francisco de Paula Oller, su principal preocupación «no era en aquellos momentos el grave riesgo que pudiera correr su vida, sino la idea de que durante su obligada ausencia ocurrieran nuevos encuentros, a los cuales se veía privado de asistir». Por eso, sin haberse restablecido completamente de sus heridas, volvió a incorporarse a su general y a ocupar el puesto de peligro.
Poco después, el 18 de mayo de 1874, se distinguió notablemente en la acción que tuvo lugar en las alturas de Santa Marina, junto a Bilbao, con cuyo motivo y en recompensa también de las heridas recibidas anteriormente, fue nombrado capitán de Caballería con fecha 24 de mayo del mismo año.
Tomó luego parte en el sitio de Irún y en todas las acciones de la línea de Oyarzun, principalmente en las habidas los días 9 y 10 de noviembre, que fueron reñidísimas. Más tarde y siempre a las inmediatas órdenes de su padre, el general Valde-Espina, estuvo en operaciones sobre la línea de Vera, participando en la acción de San Marcial, el 24 de noviembre de 1874.
Tomó parte en otros muchos hechos de importancia hasta la terminación de la guerra, siguiendo después a su rey en la emigración con los restos del Ejército carlista que había permanecido fiel al pretendiente y a su causa.
Por esta última prueba de lealtad obtuvo Cándido Orbe, como todos los que se hallaban en igual caso, el ascenso inmediato, siendo nombrado en su consecuencia comandante de caballería el 28 de febrero de 1876. Don Carlos le concedió además el título de Conde de Mariaca.

### Regreso a España
A los cuatro años de emigración en Francia, graves intereses de familia le obligaron a regresar a España, tras haber solicitado y obtenido la autorización de Don Carlos.
En 1881 se casó en Vergara con su prima Leonor Gaitán de Ayala, hija del Conde de Villafranca de Gaitán. Fijaron su residencia en Astigarraga, su pueblo natal, en el palacio llamado de Murguía, perteneciente a su padre, en donde, según Francisco de Paula Oller, ajustaba su vida, así como la de su familia, «a las severas reglas de la moral cristiana, siendo modelo de caballeros y querido y respetado por cuantos tienen ocasión de conocerle, nobles o plebeyos, ricos o pobres, liberales o carlistas, que a todos sabe tratar, según su clase o condición, cautivando a todos por la suma afabilidad de su carácter».
Dedicado a administrar sus propiedades y a la política, residió posteriormente con su familia en San Sebastián. Fue proclamado como diputado provincial de Guipúzcoa en noviembre de 1892. Dos años después, en 1904, fue primer vicepresidente de la Liga Foral Autonomista, de la que llegó a ser presidente en 1906.
Adherido siempre a la causa carlista, en 1892 el diario tradicionalista El Correo Español publicó un artículo suyo sobre Cristóbal Colón en un número especial conmemorativo del cuarto centenario del descubrimiento de América.
En 1934 vivía todavía con su esposa en San Sebastián, en la calle Fuenterrabía A. Tras su muerte, en 1949 su hija María de Orbe y Gaytán de Ayala solicitó el reconocimiento oficial del título carlista de Conde de Mariaca.